# Стирание типа
Стирание типа (type erasure) — идиома программирования, один из способов корректно и единообразно обрабатывать данные разного типа. А именно: переменная конкретного типа начинает храниться в ячейке памяти общего типа, без всяких меток типа, и обработка проводится в общем типе, если это можно. На более высоком уровне вычисление планируется так, что преобразование типов «вниз», из общего в конкретный, всегда оказывается корректным.
Некоторые источники считают, что виртуальный полиморфизм — это уже стирание типа.
Ключевой недостаток стирания типов — нельзя надёжно, одним просмотром памяти, узнать при выполнении, какой тип был стёрт. Преимущество стирания типов в компактности.

## Примеры

### Большинствомашинных кодов
Как правило, команды процессора имеют очень бедный набор доступных типов: целый байт (2, 4, 8, 16 байтов; какой-то из этих целых типов заодно и указатель), дробные 4 и 8 байтов, иногда (SIMD или 3D) небольшие векторы и матрицы из этих типов.
Поверх всего этого языки высокого уровня выстраивают сложную систему типов, и компилятор сам планирует вычисление так, что если, например, загружаются данные из 4-байтовой дробной переменной, то обязательно будут вызываться машинные команды, применимые к 4-байтовому дробному.

### Обобщённое программирование в Java
Шаблонное программирование в Java работает так. Когда пишут
```
class
 
Wrapper
<
T
>
 
{

  
T
 
value
;

}

```

создаётся всего один скомпилированный класс (Wrapper.class), и в нём переменная value типа Object. Но компилятор своими силами налаживает работу так, чтобы Wrapper<Integer> не пересекался с Wrapper<String>, и преобразования типов получаются верными.
Именно поэтому запрещается шаблонно наследоваться от Throwable, прямо или косвенно — ведь непонятно, какой из блоков вызвать в этом коде:
```
try
 
{

    
throw
 
new
 
GenericException
<
Integer
>
();

}

catch
 
(
GenericException
<
Integer
>
 
e
)
 
{

    
System
.
err
.
println
(
"Integer"
);

}

catch
 
(
GenericException
<
String
>
 
e
)
 
{

    
System
.
err
.
println
(
"String"
);

}

```

Другой недопустимый код в Java, именно из-за стирания типа — вызов неизвестного заранее конструктора.
```
<
T
>
 
T
 
instantiateElementType
(
List
<
T
>
 
arg
)
 
{

     
return
 
new
 
T
();
  
// Ошибка

}

```

В Си++ шаблонное программирование не стирает тип, а генерирует для каждой специализации свой машинный код, и аналогичная программа вполне возможна.
```
template
 
<
class
 
T
>

auto
 
instantiateElementType
(
std
::
span
<
const
 
T
>
 
arg
)
 
{

     
return
 
std
::
make_unique
<
T
>
();

}

```

### Созданиевиртуального полиморфизматам, где его не было…
…Или добавление второй, чисто серверной, таблицы виртуальных методов в шаблон «команда».
Предположим, что есть разные команды — например, «напечатать число» и «напечатать строку». Первая таблица виртуальных методов общая для клиента и сервера, и отвечает за «лёгкие» вещи вроде сериализации и записи в журнал. Только сервер умеет исполнять команды, и для этого нужна отдельная вторая таблица виртуальных методов.
Здесь стирание типа — это хранение команды в unique_ptr<Concept>, а не в unique_ptr<Model<T>>. Таблица виртуальных методов может быть и первая — для единообразной обработки совершенно не связанных типов; так работает тип any Си++17.
```
#include
 
<iostream>

#include
 
<memory>

#include
 
<vector>

/// Общее для клиента и сервера

class
 
ClientCommand
 
{

public
:

    
virtual
 
~
ClientCommand
()
 
=
 
default
;

    
// функции write(), log() и прочие, нам сейчас не нужные

};

class
 
PrintInt
 
:
 
public
 
ClientCommand
 
{

public
:

    
int
 
value
;

    
PrintInt
(
int
 
v
)
 
:
 
value
(
v
)
 
{}

};

class
 
PrintString
 
:
 
public
 
ClientCommand
 
{

public
:

    
std
::
string
 
value
;

    
PrintString
(
std
::
string
 
v
)
 
:
 
value
(
std
::
move
(
v
))
 
{}

};

/// Сервер

// Исполнение команд редко бывает шаблонным — сделаем нешаблонно…

void
 
doExec
(
const
 
PrintInt
&
 
x
)
    
{
 
std
::
cout
 
<<
 
x
.
value
 
<<
 
std
::
endl
;
 
}

void
 
doExec
(
const
 
PrintString
&
 
x
)
 
{
 
std
::
cout
 
<<
 
x
.
value
 
<<
 
std
::
endl
;
 
}

class
 
ServerCommand
 
{

public
:

    
void
 
exec
()
 
const
 
{
 
value
->
exec
();
 
}

    
template
 
<
class
 
Clicmd
,
 
class
...
 
Args
>

    
static
 
ServerCommand
 
make
(
Args
&&
...
 
args
)

    
{
 
return
 
ServerCommand
(
new
 
Model
<
Clicmd
>
(
std
::
forward
<
Args
>
(
args
)...));
 
}

private
:

    
class
 
Concept
 
{

    
public
:

        
virtual
 
~
Concept
()
 
=
 
default
;

        
virtual
 
void
 
exec
()
 
const
 
=
 
0
;

    
};

    
template
 
<
class
 
Clicmd
>
 
class
 
Model
 
:
 
public
 
Concept
 
{

    
public
:

        
static_assert
(
std
::
is_base_of_v
<
ClientCommand
,
 
Clicmd
>
);

        
Clicmd
 
value
;

        
template
 
<
class
...
 
Args
>
 
Model
(
Args
&&
...
 
args
)

            
:
 
value
(
std
::
forward
<
Args
>
(
args
)...)
 
{}

        
void
 
exec
()
 
const
 
override
 
{
 
doExec
(
value
);
 
}

    
};

    
std
::
unique_ptr
<
Concept
>
 
value
;

    
ServerCommand
(
Concept
*
 
v
)
 
:
 
value
(
v
)
 
{}

};

int
 
main
()

{

    
std
::
vector
<
ServerCommand
>
 
commands
;

    
commands
.
push_back
(
ServerCommand
::
make
<
PrintInt
>
(
42
));

    
commands
.
push_back
(
ServerCommand
::
make
<
PrintString
>
(
"Wikipedia"
));

    
for
 
(
auto
&
 
cmd
 
:
 
commands
)
 
{

        
cmd
.
exec
();

    
}

}

```

### Обработчики событийEmbarcadero DelphiиQt
Переменная «кто послал событие» обычно имеет самый общий тип. Например, для кнопки задаём такое событие:
```
procedure
 
MyButtonClick
(
Sender
 
:
 
TObject
)
;

begin

  
with
 
TButton
(
Sender
)
 
do
 
...;

end
;

```

По канонам Delphi параметр Sender имеет самый общий тип TObject. Но мы знаем, что событие применено к кнопке, и соответственно преобразуем тип. Аналогичным образом работает QObject::sender().